# Mesoleptus subsulcatus
Mesoleptus subsulcatus là một loài tò vò trong họ Ichneumonidae.